# Anglesqueville-la-Bras-Long
Anglesqueville-la-Bras-Long är en kommun i departementet Seine-Maritime i regionen Normandie i norra Frankrike. Kommunen ligger i kantonen Fontaine-le-Dun som tillhör arrondissementet Dieppe. År 2022 hade Anglesqueville-la-Bras-Long 126 invånare.

## Befolkningsutveckling
Antalet invånare i kommunen Anglesqueville-la-Bras-Long
| Referens: INSEE |